# 勇者鬥惡龍怪獸系列
《勇者鬥惡龍怪獸系列》是勇者鬥惡龍系列的一個外傳遊戲系列。原本由艾尼克斯開發，現在則由合併後的史克威尔艾尼克斯開發。其遊戲背景為一充滿魔法、怪物和召喚師的中世紀世界。這系列遊戲最大特色不同於原本的勇者鬥惡龍系列，勇者鬥惡龍怪獸系列中由玩家操控的角色不能亦不需在戰鬥過程中作出任何攻擊及防禦，而是透過召喚獸作戰。召喚獸獲得的方法則是透過捕獲、交配與交換。而這個概念源自《勇者鬥惡龍V》。遊戲的怪物與角色是由龍珠創作者鳥山明所設計的。該系列使用不同的遊戲系統並獲得正面的評價，但在美國被認為是「複製神奇寶貝」。
在系列中頭兩款遊戲中，美版標題使用「戰士」（Warrior）而這非原本日文名的「探索」（Quest），全因與另一由SPI於1980年代發佈的角色扮演遊戲“DragonQuest”有版權爭議。直至SPI於1982年因破產而被TSR收購，並直至1987年被更名為《龍與地下城》 。於2003年，史克威爾艾尼克斯正式擁有“Dragon Quest”的版權 ，並無需再用“Dragon Warrior”作名稱。

## 遊戲
| 1998 | 勇者鬥惡龍怪獸篇 泰瑞的仙境             |
| 1999 |                                         |
| 2000 |                                         |
| 2001 | 勇者鬥惡龍 怪獸仙境2 馬魯達之不思議鑰匙 |
| 2002 |                                         |
| 2003 | 勇者斗恶龙怪兽篇 旅团之心               |
| 2004 |                                         |
| 2005 |                                         |
| 2006 | 勇者鬥惡龍怪獸篇Joker                   |
| 2007 |                                         |
| 2008 |                                         |
| 2009 |                                         |
| 2010 | 勇者鬥惡龍怪獸篇Joker 2                 |
| 2010 | 勇者鬥惡龍 怪獸仙境 通緝！              |
| 2011 |                                         |
| 2012 |                                         |
| 2013 |                                         |
| 2014 | 勇者斗恶龙怪兽篇 仙境之光               |
| 2015 |                                         |
| 2016 | 勇者鬥惡龍怪獸篇Joker 3                 |
| 2017 |                                         |
| 2018 |                                         |
| 2019 |                                         |
| 2020 |                                         |
| 2021 |                                         |
| 2022 |                                         |
| 2023 | 勇者斗恶龙怪兽篇3：魔族王子与精灵之旅   |

《勇者鬥惡龍怪獸篇 泰瑞的仙境》是系列的首個遊戲，於1998年在日本和北美發佈，並在一年後於PAL区發佈，平台為Game Boy Color，而英文版則稱為「Dragon Warrior Monsters」。其續集《勇者鬥惡龍怪獸篇2 馬魯達之不思議鑰匙》於2001年在日本和北美發佈。此遊戲與《神奇寶貝 金·銀》相同都有兩個遊戲版本，即「路卡的啟程」以及「依爾的冒險」。每个版本的內容略有差异，如怪物的外观。这两款游戏均由东星開發，並由艾尼克斯發佈。《勇者鬥惡龍怪獸篇1·2》是前兩集的重製版，且畫質和界面均被改良。此遊戲於2002年在日本發佈，平台為PlayStation。此遊戲允許玩家透過I-MODE适配器上載怪獸至i-MODE蜂窝电话版本遊戲《勇者鬥惡龍怪獸篇i》。系列的首作《勇者鬥惡龍怪獸篇》的任天堂3DS重製版《勇者鬥惡龍怪獸篇 泰瑞的仙境3D》於2012年5月31日在日本發佈。《勇者鬥惡龍怪獸篇2》的任天堂3DS重製版與2014年2月6日在日本發行。
《勇者斗恶龙怪兽篇 旅团之心》是系列的第三個遊戲，於2003年在日本發佈，平台為Game Boy Advance。此遊戲仍然是由东星開發，而且是艾尼克斯公司與史克威尔公司合併前的最後一個勇者鬥惡龍怪獸系列遊戲。此遊戲的主角基弗是《勇者斗恶龙VII》的主角之一。
《勇者鬥惡龍怪獸篇Joker》於2006年在日本發佈，平台為任天堂DS。此遊戲亦是系列中首個3D遊戲。此遊戲於2007年在北美發佈，並於2008年在PAL區發佈，使之成為系列中第二個在日本、北美和PAL區均有發佈的遊戲。《勇者鬥惡龍怪獸篇Joker 2》則分別於2010年4月28日和2011年9月19日在日本和美國發佈。
系列另有兩部移動電話遊戲《勇者鬥惡龍 怪獸仙境 通緝！》和《勇者斗恶龙怪兽篇 仙境之光》，分別于2010年和2014年發行。後者中文化版於2015年2月17日推出，是首部中文化的勇者斗恶龙游戏。

## 評價
所有勇者鬥惡龍怪獸系列均得到不少評論家的好評，且其銷售量在日本亦不錯。但是，系列首兩個遊戲則被指抄襲神奇寶貝的遊戲模式，即收集怪物。而在《勇者鬥惡龍怪獸篇Joker》發佈之後，批評者對「抄襲」這個問題的關注度已大幅減少。1UP.com在評價《Joker》遊戲時，指出「怪獸系列經常令人覺得它們星是屬於勇者鬥惡龍的，而且並非一系列抄襲神奇寶貝的遊戲。最新的遊戲——《Joker》——是一個很好的例子」。
系列中的每一個遊戲的銷售情況都很好，特別是在日本，全因“勇者鬥惡龍”系列擁有很大的人氣。在日本，《勇者鬥惡龍怪獸》售出了235萬份。而北美版截至2000年4月則售出了60,000份。《勇者鬥惡龍怪獸篇2》亦在日本售出了1,592,728份。而《勇者鬥惡龍怪獸篇1·2》在2002年在日本售出了292,275份，成為日本該年第38個最暢銷的遊戲。《旅团之心》在僅僅發佈三個月後已累積售出逾538,000份遊戲。
《勇者鬥惡龍怪獸篇Joker》僅僅在發佈後四天在日本售出593,994份遊戲，至今更累積在全球售出逾190萬份。截至2010年7月，《勇者鬥惡龍怪獸篇Joker2》已於全球售出逾120萬份。在2010年7月至9月期間，此遊戲是史克威爾艾尼克斯最暢銷的遊戲，亦是日本2010年中第六暢銷的遊戲。
而《勇者鬥惡龍怪獸篇 泰瑞的仙境3D》則在發佈後一周在日本售出513,000份遊戲，而史克威爾艾尼克斯更售出了此遊戲的93.96%存貨。此外遊戲還促進售出了10萬個任天堂3DS遊戲機。
《勇者鬥惡龍 怪獸仙境 Super Light》發行十一日內下載量超過200萬次。